# Union City (Georgia)
Union City es una ciudad ubicada en el condado de Fulton en el estado estadounidense de Georgia. En el año 2000 tenía una población de 11.621 habitantes.

## Geografía
Union City se encuentra ubicada en las coordenadas 33°34′42″N 84°32′36″O / 33.57833, -84.54333 (33.578470, -84.543354).
Según la Oficina del Censo, la localidad tiene un área total de 22,4 km² (8,6 mi²), de la cual 22,2 km² (8,6 mi²) es tierra y 0,2 km² (0 mi²) (2.00%) es agua.

## Demografía
Según la Oficina del Censo en 2000 los ingresos medios por hogar en la localidad eran de $35,322, y los ingresos medios por familia eran $39,697. Los hombres tenían unos ingresos medios de $30,421 frente a los $28,111 para las mujeres. La renta per cápita para la localidad era de $17,208. 